# Guillermo del Riego Gordón
Guillermo del Riego Gordón (Benavides, Castella i Lleó, 11 de setembre de 1958) és un piragüista espanyol, ja retirat, guanyador d'una medalla olímpica.
Va participar, als 17 anys, en els Jocs Olímpics d'Estiu de 1976 realitzats a Mont-real (Canadà), on finalitzà quart en la prova masculina de K-2 500 metres i cinquè en la prova K-2 1000 metres al costat de José Seguín, aconseguint dos diplomes olímpics. En els Jocs Olímpics d'Estiu de 1980 realitzats a Moscou (Unió Soviètica) aconseguí guanyar la medalla de plata en la prova de K-2 500 metres al costat de l'asturià Herminio Menéndez, i finalitzà així mateix quart en la semifinal del K-1 1000 metres. En els Jocs Olímpics d'Estiu de 1984 realitzats a Los Angeles (Estats Units) finalitzà setè en la prova de K-1 500 metres i K-2 1000 metres, aconseguint dos nous diplomes olímpics, i quart en la semifinal del K-2 500 metres.